# Kościół Zbawiciela w Gliwicach
Kościół Zbawiciela – kościół parafii ewangelicko-augsburskiej w Gliwicach. Mieści się przy ulicy Jagiellońskiej w Gliwicach, na osiedlu Baildona, w województwie śląskim.

## Historia
Budowa świątyni została rozpoczęta w 1900 roku. We wrześniu 1902 roku świątynia została poświęcona. W 1945 roku ewangelicy stracili swój dom modlitwy, ponieważ świątynia została zabrana przez zakon pallotynów. Po usilnych staraniach w 1948 roku zakon pallotynów zwrócił zabraną świątynię. Po wykonaniu niezbędnych remontów w dniu 16 października 1949 roku w świątyni zostało odprawione uroczyste nabożeństwo przez księdza biskupa Jana Szerudę. W 2002 roku świątynia obchodziła 100-lecie istnienia.